# Karl Ritter von Prager
Pour les articles homonymes, voir Prager.
Karl Ritter von Prager (23 octobre 1875 à Warmensteinach - 31 janvier 1959 à Horn bei Füssen) est un General der Infanterie allemand qui a servi au sein de la Heer dans la Wehrmacht pendant la Seconde Guerre mondiale.
Il a été récipiendaire de la décoration Pour le Mérite. Cette décoration est attribuée pour récompenser un acte d'une extrême bravoure sur le champ de bataille et est la décoration la plus élevée de la Première Guerre mondiale.

## Biographie
Karl Ritter von Prager commence sa carrière militaire comme Fahnenjunker le 14 juillet 1894. En février 1896, il officie comme Leutnant dans le 11e régiment d'infanterie bavarois (de). De février 1925 à février 1927, il commande le Infanterie-Regiment 19, puis devient Inspekteur der Infanterie jusqu'en février 1931. Il est mis en retraite le 1er février 1931 avec le grade de General der Infanterie à titre honorifique.
Il reprend le service avec la Seconde Guerre mondiale en prenant le commandement de septembre à novembre 1939 du XXVII. Armeekorps puis le XXV. Armeekorps jusqu'au 1er mai 1942. Il est retiré du service le 30 juin 1942.

## Promotions
| Fahnenjunker                         | 14 juillet 1894    |
| Sekondelieutenant (de)               | 27 février 1896    |
| Oberleutnant                         |                    |
| Hauptmann                            |                    |
| Major                                |                    |
| Oberstleutnant                       | 1er octobre 1920   |
| Oberst                               | 1er juillet 1922   |
| Generalmajor                         | 1er février 1927   |
| Generalleutnant                      | 1er février 1929   |
| Charakter als General der Infanterie | 1er février 1931   |
| General der Infanterie               | 1er septembre 1940 |

## Décorations
- Croix de fer (1914)
  - 2e Classe
  - 1re Classe
- Croix de chevalier de l'Ordre militaire de Maximilien-Joseph de Bavière (30 novembre 1917)
- Croix de chevalier de l'Ordre royal de Hohenzollern avec glaives
- Pour le mérite (23 décembre 1917)
- Croix d'honneur pour Combattants 1914-1918
- Médaille de service de la Wehrmacht